# Eddie Ryder
Pour les articles homonymes, voir Ryder.
Eddie Ryder est un acteur et réalisateur américain né le 31 janvier 1923 à New York, New York (États-Unis), décédé le 29 mars 1997 à El Paso (États-Unis).

## Filmographie

### Acteur

#### Cinéma
- 1954 : Dans les bas-fonds de Chicago de Joseph M. Newman : Youngster
- 1954 : Une fille de la province : Ed
- 1955 : The Girl Rush (en)
- 1956 : Hot Rod Girl (en) : Two Tanks
- 1957 : Mon père, cet étranger : Homme au théâtre
- 1958 : Les Diables au soleil : Cpl. Lindsay
- 1958 : Tarawa, tête de pont (Tarawa Beachhead) de Paul Wendkos : Lieutenant Lou Gideon
- 1963 : Après lui, le déluge de Robert Stevenson : Mr. Osborne
- 1963 : FBI Code 98 (en) de Leslie H. Martinson : Lloyd Kinsel
- 1963 : Un monde fou, fou, fou, fou de Stanley Kramer : Contrôleur aérien
- 1964 : One Man's Way : Gérant d'une station d'essence
- 1964 : The New Interns (en) : Dr. Walters
- 1964 : Jerry souffre-douleur de Jerry Lewis : un homme à une fête
- 1966 : La Statue en or massif : Marriage Broker
- 1966 : Deux minets pour Juliette ! de Norman Panama : Sgt. Gilroy
- 1967 : Jerry la grande gueule : Specs
- 1973 : Stacey (en)
- 1976 : La Dernière Folie de Mel Brooks : British Officer
- 1977 : Le Grand Frisson : Doctor at Convention
- 1979 : Up Yours - A Rockin' Comedy

#### Télévision
Séries télévisées
- 1959-1960 : The Dennis O'Keefe Show : Eliot
- 1961-1965 : Le Jeune Docteur Kildare : Dr. Simon Agurski
- 1981 : Hôpital central : Slick Jones

Téléfilms
- 1957 : The Comedian : Jake
- 1964 : Mr. and Mrs. (en) : Mike
- 1969 : Mitzi's 2nd Special : Barman
- 1979 : The Man in the Santa Claus Suit : Hans
- 1986 : A Masterpiece of Murder : Jerry Page

### Réalisateur
- 1965 : Max la Menace ("Get Smart") (série télévisée)